# Хеннинг-Енсен, Бьярне
Бья́рне Хе́ннинг Е́нсен (дат. Bjarne Henning-Jensen; 6 октября 1908, Копенгаген, Дания — 21 февраля 1995, там же) — датский режиссёр, сценарист, актёр, монтажёр и продюсер. Фильм режиссёра «Дитте — дитя человеческое» 1948 года включён в Датский культурный канон.

## Биография
В кино пришёл из театра вместе с женой Астрид Хеннинг-Енсен. С 1942 года они работали вместе. В годы оккупации помогали борцам Сопротивления, и им пришлось бежать от гестапо в Швецию. Бьярне был режиссёром, сценаристом, актёром, продюсером и монтажёром.

## Избранная фильмография

### Режиссёр
- 1943 — / Korn (к/м)
- 1943 — Только в молодости / Når man kun er ung
- 1944 — Датские полицейские в Швеции / De danske Sydhavsøer (к/м, док.)
- 1946 — Дитте — дитя человеческое / Ditte menneskebarn (с Астрид Хеннинг-Енсен, по роману Мартина Андерсена-Нексе)
- 1947 — Эта проклятая детвора / De pokkers unger
- 1947 — / Stemning i April (к/м)
- 1948 — Кристинус Бергман / Kristinus Bergman (с Астрид Хеннинг-Енсен, по роману Артура Омрё)
- 1950 — Мальчишки с западного побережья / Vesterhavsdrenge
- 1953 — / Solstik
- 1955 — Где плавают горы / Hvor bjergene sejler
- 1962 — Короткое лето / Kort är sommaren (по роману Кнута Гамсуна «Пан»)
- 1974 — Шкипер и Ко. / Skipper & Co.

### Сценарист
- 1943 — Только в молодости / Når man kun er ung
- 1944 — Датские полицейские в Швеции / De danske sydhavsøer (к/м)
- 1946 — Дитте — дитя человеческое / Ditte menneskebarn
- 1948 — Кристинус Бергман / Kristinus Bergman
- 1950 — Мальчишки с западного побережья / Vesterhavsdrenge
- 1953 — / Solstik (по собственной пьесе)
- 1955 — Где плавают горы / Hvor bjergene sejler
- 1959 — Пау / Paw
- 1959 — Лошадь на праздник / Hest på sommerferie (к/м)
- 1962 — Короткое лето / Kort är sommaren
- 1974 — Шкипер и Ко. / Skipper & Co.

### Актёр
- 1938 — / Kongen bød — кронпринц Фредерик
- 1939 — Соседи / Genboerne — студент
- 1940 — Енс Лангкнив / Jens Langkniv — Krabben Bjørn
- 1942 — / Damen med de lyse handsker

### Продюсер
- 1959 — Лошадь на праздник / Hest på sommerferie (к/м)
- 1961 — Один из многих / Een blandt mange

### Монтажёр
- 1949 — Палле один на свете / Palle alene i verden
- 1974 — Шкипер и Ко. / Skipper & Co. (к/м)